# Fabio Casartelli
Fabio Casartelli (Como, 16 agosto 1970 – Tarbes, 18 luglio 1995) è stato un ciclista su strada italiano.
Medaglia d'oro olimpica nella prova in linea a Barcellona 1992, fu professionista dal 1993 al 1995. Morì poco meno di un mese prima di compiere 25 anni, in seguito a una caduta lungo la discesa del Colle di Portet-d'Aspet durante il Tour de France 1995.

## Carriera

### Gli esordi e le vittorie tra i dilettanti
Fabio Casartelli iniziò a praticare il ciclismo a 9 anni, su iniziativa del padre Sergio, corridore dilettante di buon livello.
A una lunga serie di vittorie nelle categorie giovanili, seguì un'altrettanto ricca carriera nei dilettanti, sia con i colori delle formazioni di Olivano Locatelli (Verynet, Diana e G.S. Domus 87) che con quelli della Nazionale di categoria. Al terzo anno, nel 1991, si aggiudicò tra gli altri la Montecarlo-Alassio e il Gran Premio Capodarco, mentre nella prima parte del 1992, oltre a bissare il successo alla Montecarlo-Alassio, conquistò il Trofeo ZSŠDI e la Coppa Cicogna. L'ottima stagione gli valse la convocazione in azzurro per la prova su strada dei Giochi olimpici di Barcellona 1992: in quella corsa Casartelli riuscì ad aggiudicarsi la medaglia d'oro, primo italiano dal 1968, dopo aver superato in una volata ristretta i compagni di attacco Erik Dekker e Dainis Ozols e anticipato il gruppo di 35".

### 1993-1994: i primi anni nel professionismo
Forte del titolo olimpico, nel 1993 Casartelli fece il suo esordio da professionista con la Ceramiche Ariostea di Giancarlo Ferretti, squadra con cui vinse in aprile la tappa di Flero alla Settimana Ciclistica Bergamasca e in giugno la classifica finale del G.P. Lotteria al Giro d'Italia. Nel 1994 passò alla ZG Mobili di Domenico Cavallo e Gianni Savio, correndo il Giro d'Italia e, per la prima volta, il Tour de France, ma senza vittorie.

### 1995: l'incidente mortale
Per il 1995 Casartelli firmò con la statunitense Motorola, formazione diretta da Jim Ochowicz e capitanata dal campione del mondo 1993 Lance Armstrong. Pur ricoprendo ruoli di gregario, nella prima parte dell'anno il comasco ottenne diversi piazzamenti, tra cui il terzo posto in una frazione alla Vuelta a Murcia e il terzo posto nella tappa di Zugo al Giro di Svizzera. Il 1º luglio prese il via al suo secondo Tour de France.
Il 18 luglio 1995 si stava correndo la quindicesima tappa della Grande Boucle, da Saint-Girons a Cauterets. Verso mezzogiorno, mentre il gruppo dei corridori scendeva il Colle di Portet-d'Aspet verso Ger-de-Boutx, a una velocità di circa 80 km/h, si verificò una caduta collettiva. Anche Casartelli rimase coinvolto: perse il controllo della bicicletta, sbatté violentemente la testa contro un paracarro e restò a terra esanime. Subito soccorso dal dottor Gérard Porte, fu trasportato in elicottero all'ospedale di Tarbes, dove venne dichiarato morto alle ore 14:00, dopo tre arresti cardiaci e senza aver mai ripreso conoscenza. Lasciò la moglie Annalisa, ex ciclista, sposata nell'autunno del 1993, e il figlio Marco, nato il 13 maggio 1995, con i quali viveva ad Albese con Cassano, sulle colline tra Erba e Como.
Al momento della caduta, Casartelli non indossava il casco di protezione, all'epoca non obbligatorio. La sua morte provocò una forte commozione nel mondo del ciclismo professionistico e diede adito a discussioni sull'opportunità di imporre l'uso di tale ausilio, il che avvenne però solo nel 2003 dopo la morte di un altro ciclista, Andrej Kivilëv.

## La memoria

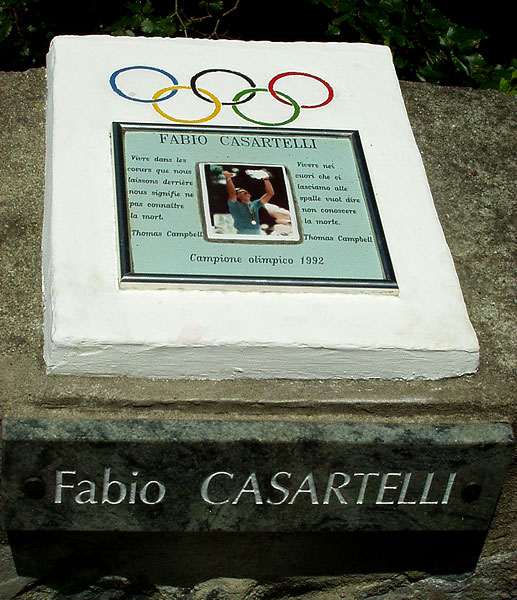
La lapide che segna il luogo dell'incidente mortale di Casartelli

Il giorno successivo alla morte di Casartelli, dopo un minuto di silenzio, partì la sedicesima tappa del Tour, da Tarbes a Pau, che venne neutralizzata e tramutata in mero spostamento: il gruppo rimase compatto e a bassa andatura; al traguardo, davanti al resto del gruppo, passarono affiancati tutti i ciclisti della Motorola, squadra di Casartelli. Primo, solo per la cronaca, concluse Andrea Peron. Due giorni dopo, all'arrivo della diciottesima tappa, tagliando per primo il traguardo, Lance Armstrong alzò le dita al cielo dedicando la vittoria di tappa allo sfortunato compagno di squadra.

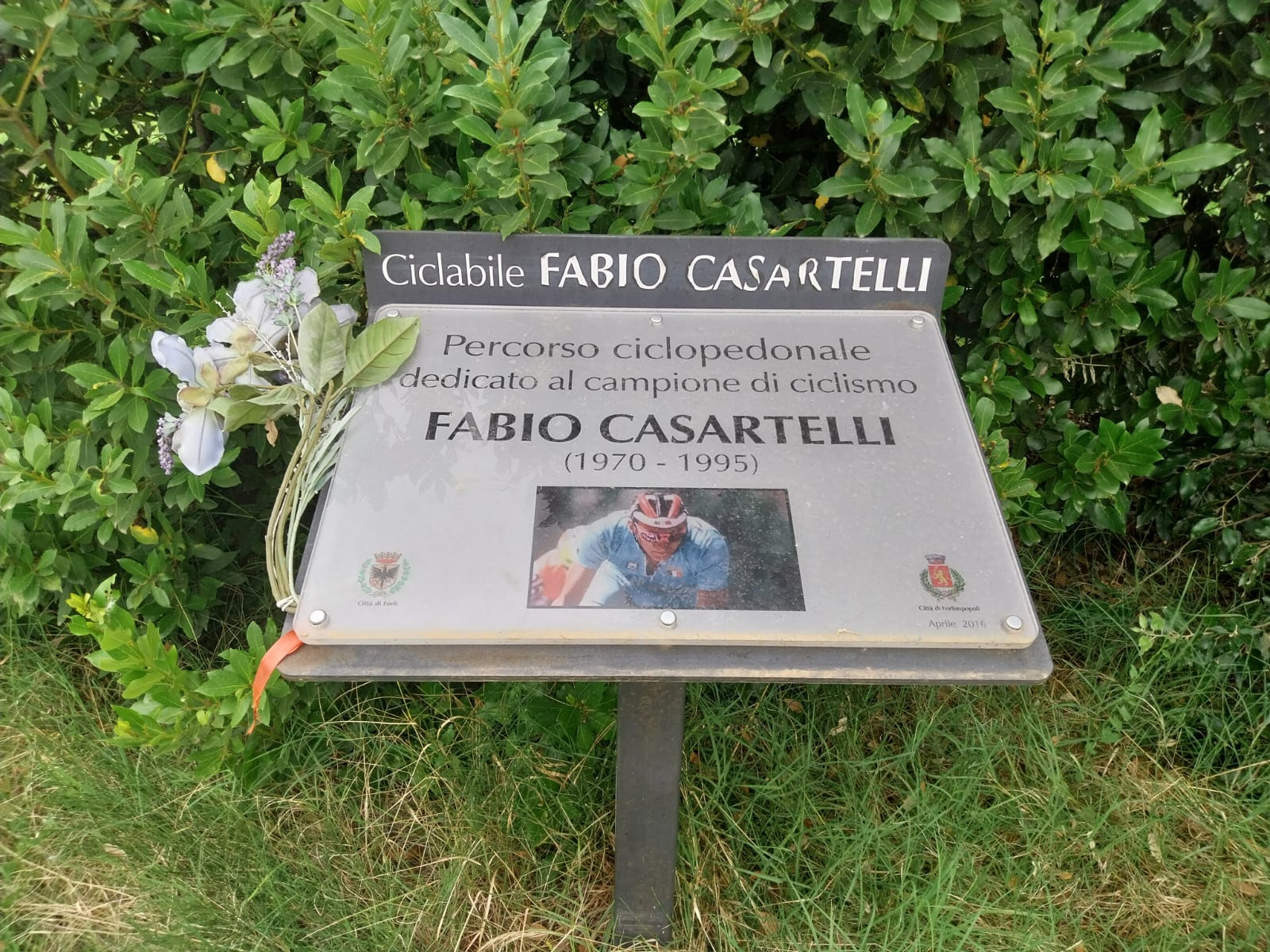
Targa commemorativa di Fabio Casartelli presso la pista ciclabile di Forlì

Nel 1997 venne eretta una stele commemorativa a poca distanza dal luogo della tragedia (segnato da una semplice lapide a bordo strada), di fronte alla quale i corridori del Tour de France si fermano in raccoglimento in un minuto di silenzio in memoria di Fabio Casartelli ogni qual volta il percorso del Tour passa per il Colle di Portet-d'Aspet.
Poiché era molto legato a Forlì, città della sua compagna e anche luogo natale di suo figlio, a Fabio Casartelli è stata dedicata, con una apposita targa commemorativa, la nuova pista ciclabile che, dal 2016, collega Forlì con Forlimpopoli.
La Fondazione Fabio Casartelli organizza in ricordo dello sfortunato campione la Granfondo "Fabio Casartelli" , una manifestazione dalla spiccata vocazione non agonistica rivolta a cicloamatori e cicloturisti di ambo i sessi. 
Anche il gruppo sportivo Alzate Brianza organizza una gara di ciclismo giovanile nel centro di Albese con Cassano, passando anche davanti al monumento dedicato a lui.

## Palmarès
- 1990 (dilettanti)

Trofeo Sironi
7ª tappa Vuelta Ciclista a Costa Rica
- 1991 (dilettanti)

Trofeo Taschini
Montecarlo-Alassio
Gemeli Meda
Coppa Casale
Gran Premio Capodarco
Trofeo BT Cesab
- 1992 (dilettanti)

Trofeo ZSŠDI
Montecarlo-Alassio
Gran Premio Diano Marina
Coppa Cicogna
Trofeo Minardi
Giochi olimpici, Prova in linea
- 1993 (Ariostea, una vittoria)

9ª tappa Settimana Ciclistica Bergamasca (Flero)

## Piazzamenti

### Grandi Giri
- Giro d'Italia

1993: 107º
1994: ritirato
- Tour de France

1994: ritirato (7ª tappa)
1995: ritirato (15ª tappa)

### Competizioni mondiali
- Giochi olimpici

Barcellona 1992 - In linea: vincitore